# Poxdorf (Oberfranken)

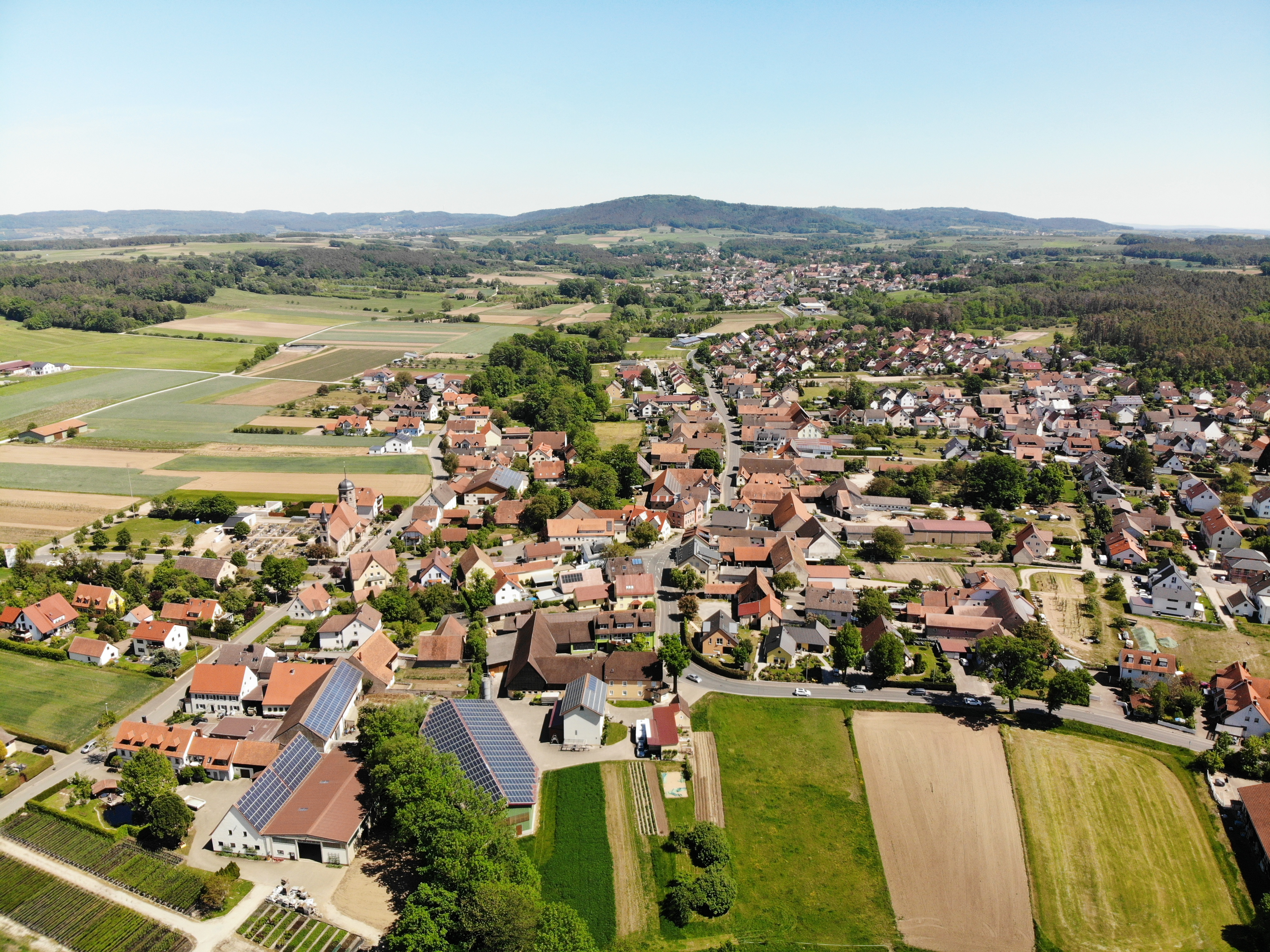
Gleichnamiger Hauptort der Gemeinde Poxdorf Luftaufnahme (2020)

Poxdorf ist eine Gemeinde und eine Gemarkung im Landkreis Forchheim (Regierungsbezirk Oberfranken) und ein Mitglied der Verwaltungsgemeinschaft Effeltrich. Poxdorf ist überwiegend eine Wohngemeinde, verfügt aber auch über Landwirtschaft und Gewerbe. In 1,5 km Entfernung befindet sich der Anschluss an die Bundesautobahn 73. Den nächsten Bahnhof Baiersdorf kann man per Bus erreichen.

## Geographie
Die Gemeinde liegt im Regnitztal am Rande der Fränkischen Schweiz zwischen den Städten Erlangen und Forchheim, etwa sieben Kilometer südöstlich von Forchheim. Die Gemeinde Poxdorf hat keine weiteren Gemeindeteile. Nachbargemeinden sind (von Norden beginnend im Uhrzeigersinn): Forchheim, Effeltrich, Langensendelbach, Baiersdorf. Poxdorf bildet mit der Gemeinde Effeltrich die Verwaltungsgemeinschaft Effeltrich. Es gibt nur die Gemarkung  Poxdorf.
Durch den Ort verläuft der Fränkische Marienweg.

## Geschichte
Die Besiedlung Poxdorfs dürfte mit der Erschließung und Besiedlung des Forchheimer/Nürnberger Waldes zwischen 1007 und 1062 bzw. um 1150 erfolgt sein. Poxdorf gehörte seit dem Spätmittelalter bis zur Säkularisation zum Hochstift Bamberg und ab 1500 auch zum Fränkischen Reichskreis. Seit dem Reichsdeputationshauptschluss von 1803 gehört der Ort zu Bayern. Im Zuge der Verwaltungsreformen in Bayern entstand mit dem Gemeindeedikt von 1818 die heutige Gemeinde.
Am 1. Mai 1978 wurde der ehemalige Gemeindeteil Hagenau mit etwa 600 Einwohnern an die Stadt Baiersdorf im Landkreis Erlangen-Höchstadt abgetreten.

## Religion
Die Einwohner sind zu 85 % katholisch, zu 10 % evangelisch und 5 % haben ein sonstiges oder kein Bekenntnis.
Poxdorf ist Sitz einer katholischen Pfarrei, Mariä Opferung. Evangelische Christen werden von der evangelisch-lutherischen Kirchengemeinde Baiersdorf betreut.

## Politik

### Bürgermeister
Erster Bürgermeister ist seit 2014 Paul Steins (CSU). Seine Vorgängerin war Gunhild Wiegner (Freie Wähler). Zweiter Bürgermeister ist Felix Zwiener (Junge Bürger).

### Gemeinderat
Die vergangenen Kommunalwahlen führten zu folgenden Sitzverteilungen im Gemeinderat:
|      | CSU | SPD / Ökologen | Freie Wähler | Junge Bürger | Gesamt   |
| 2002 | 5   | 2              | 4            | 1            | 12 Sitze |
| 2008 | 4   | 2              | 4            | 2            | 12 Sitze |
| 2014 | 5   | 2              | 3            | 2            | 12 Sitze |
| 2020 | 5   | 2              | 2            | 3            | 12 Sitze |

### Wappen
| Wappen von Poxdorf | Blasonierung: „In Silber oben eine schwebende rote Mitra, unten ein schreitender, herschauender, rot gezungter schwarzer Löwe.“ |
| Wappen von Poxdorf | Wappenbegründung: Die Bischofsmütze stellt die enge Beziehung des Ortes zum Bistum Bamberg seit dem Spätmittelalter dar. Der Löwe aus dem Wappen der Herren von Hohenlohe-Brauneck steht stellvertretend für die verschiedenen Lehensherren. Die Farben Rot und Silber sind die Bamberger Landesfarben und stellen die enge Verbindung zu Bamberg dar. Die Gemeinde Poxdorf führt das Wappen seit 1966. |

### Gebetsbeschluss
Zu bundesweiter Bekanntheit brachte es Poxdorf im Jahr 1995 durch den sogenannten Gebetsbeschluss. Der Gemeinderat hatte auf Antrag eines CSU-Gemeinderates  mit knapper Mehrheit beschlossen, vor jeder Sitzung ein Gebet zu sprechen. Zum Vorbeten war zu jeder Sitzung ein anderer Rat an der Reihe. Vor dem Kruzifixurteil hatte das lokale Verwaltungsgericht keine Bedenken. Danach änderte es seine Rechtsauffassung, und die Aufsichtsbehörde bat den Gemeinderat, den Beschluss aufzuheben. Nach anfänglichem Beharren musste dieser nachgeben.

## Kultur und Sehenswürdigkeiten
- Pfarrkirche Mariä Opferung Poxdorf
- Dorfkirchweih am Sonntag nach dem 15. August
- Fronleichnamsprozession (Flurumgang)

## Persönlichkeiten
- Johann Friedrich (1836–1917), Kirchenhistoriker, geboren in Poxdorf[8]